# Proctotrupomorpha
Proctotrupomorpha je glavna podgrupa Apocritau okviru Hymenoptera, koja sadrži uglavnom parazitske ose. Ona sadrži glavne grupe Chalcidoidea, Diaprioidea, Proctotrupoidea, Cynipoidea i Platygastroidea, kao i male Mymarommatoidea, i izumrle grupe poput Serphitoidea.